# Albert Küchler
Albert Küchler (Copenaghen, 2 maggio 1803 – Roma, 16 febbraio 1886) è stato un pittore danese.

## Biografia e produzione artistica
Dapprima graffiante pittore umoristico, studiò a Roma e vi visse stabilmente dal 1831, avvicinandosi al movimento dei Nazareni. Nel 1844 abiurò la fede protestante e divenne cattolico, entrando nell'ordine francescano e stabilendosi nel convento di San Bonaventura al Palatino; da allora i suoi quadri presero a rappresentare vaghi soggetti religiosi perdendo l'originaria intemperanza.